# Dòng họ Yasuda
Dòng họ Yasuda là một dòng tộc samurai của Nhật Bản trong hai thời kỳ Chiến Quốc và Edo.

## Lịch sử
Gia tộc này do nhà quý tộc Ōe no Hiromoto lập nên.
Trong thời kỳ Chiến Quốc, một nhánh của dòng họ Yasuda được lập ra chịu trách nhiệm gom góp các công việc buôn bán quần áo.
Trong lịch sử hiện đại, dòng họ Yasuda được biết đến là "gia tộc tài chính" nhờ thành công của họ trong lĩnh vực ngân hàng.

## Các lãnh đạo gia tộc tiêu biểu
Đây là một danh sách chưa hoàn tất, và có thể sẽ không bao giờ thỏa mãn yêu cầu hoàn tất. Bạn có thể đóng góp bằng cách mở rộng nó bằng các thông tin đáng tin cậy.
- Yasuda Zenjiro[1]
- Hajime Yasuda[4]